# Nhâm Khâu
Nhâm Khâu (chữ Hán giản thể: 任丘市, âm Hán Việt: Nhâm Khâu thị) là một thành phố cấp huyện thuộc địa cấp thị Thương Châu, tỉnh Hà Bắc, Cộng hòa Nhân dân Trung Hoa. Nhâm Khâu có diện tích 1023 ki-lô-mét vuông, dân số 770.000 người. Mã số bưu chính của Nhâm Khâu là 062500, mã vùng điện thoại là 0317. Đô thị này có nền kinh tế dựa vào khai thác tài nguyên dầu khí, là một cơ sở sản xuất dầu mỏ và khí đốt quan trọng của Trung Quốc. Về mặt hành chính, Nhâm Khâu được chia thành 3 biện sự xứ, 9 trấn và 6 hương, 1 khu phát triển kinh tế cấp huyện. Tổng cộng có 413 thôn hành chính.